# Triumph and Agony
Triumph and Agony je čtvrté a poslední studiové album od německé kapely Warlock. Bylo vydáno v roce 1987

## Seznam skladeb
1. „All We Are“ – 3:19
2. „Three Minute Warning“ – 2:30
3. „I Rule the Ruins“ – 4:03
4. „Kiss of Death“ – 4:08
5. „Make Time for Love“ – 4:45
6. „East Meets West“ – 3:34
7. „Touch of Evil“ – 4:18
8. „Metal Tango“ – 4:24
9. „Cold, Cold World“ – 4:01
10. „Für Immer“ – 4:12